# Формула Барлоу
Формула Барлоу описывает зависимость внутреннего давления, которое может выдержать труба или другой цилиндрический сосуд, от его размеров и прочности.
{\displaystyle P={\frac {2St}{D}},}
где
P — давление;
S — допустимое напряжение (например, предел текучести);
t — толщина стенки сосуда;
D — внешний диаметр трубы.
Формула часто применяется при разработке трубопроводов, автоклавов и других сосудов под давлением.
Формула названа в честь английского математика Питера Барлоу.
Разработка сложных систем, работающих под давлением, требует применения не только формулы Барлоу. Почти для всех сосудов под давлением существуют стандарты (например, ASME), определяющие требования к их разработке и испытаниям.